# Daniel Muñoz (homme politique)
Pour les articles homonymes, voir Daniel Muñoz, Muñoz et Serrano.
Daniel Muñoz Serrano (Montevideo, 1849–1930) est un écrivain, journaliste et homme politique uruguayen. 

## Biographie
Né à Montevideo, en Uruguay. Il a travaillé comme journaliste avant de se tourner vers la littérature. En 1878, il a fondé le journal La Razón. Il a également fondé l'Ateneo de Montevideo. 
Il a été ambassadeur en Argentine (1902) et en Italie (1896) ainsi que le ministre des Affaires étrangères de l'Uruguay. Il a également été le premier maire de Montevideo (1909–1911).

## Œuvres
- Semanas de amor al Sagrado corazón de Jesús (1931, posthume)
- Artículos (1945, posthume)
- Crónicas del Montevideo antiguo (1966, posthume)
- Crónicas de un fin de siglo por el montevideano Sansón Carrasco (1892-1909) (2006, posthume)[1]